# Kapełków
Kapełków (niem. Kapelka) – część wsi Biedrzychowice w Polsce położonej w województwie opolskim, w powiecie prudnickim, w gminie Głogówek. Historycznie leży na Górnym Śląsku, na ziemi prudnickiej.
Kapełków położony jest na północny wschód od Biedrzychowic, na północ od Twardawy, nad Stradunią.
W latach 1975–1998 miejscowość administracyjnie należała do ówczesnego województwa opolskiego.

## Nazwa
Do 1936 używana była niemiecka nazwa Kapelka. Ze względu na jej polskie pochodzenie, w 1936 w miejsce nazwy nazistowska administracja III Rzeszy wprowadziła nową, niemiecką – Molken. 1 października 1948 r. nadano miejscowości, wówczas administracyjnie związanej z Biedrzychowicami, polską nazwę Wydzieracz. W opracowanej w 1971 przez Powiatowy Inspektorat Statystyczny w Prudniku Statystycznej charakterystyce miejscowości w gromadach powiatu prudnickiego, miejscowość została wymieniona pod nazwami Wydzieracz i Kapołków. Wśród lokalnej ludności funkcjonuje nazwa Kapołków. Nazwa ta ma pochodzić od kapiącego mleka.

## Historia

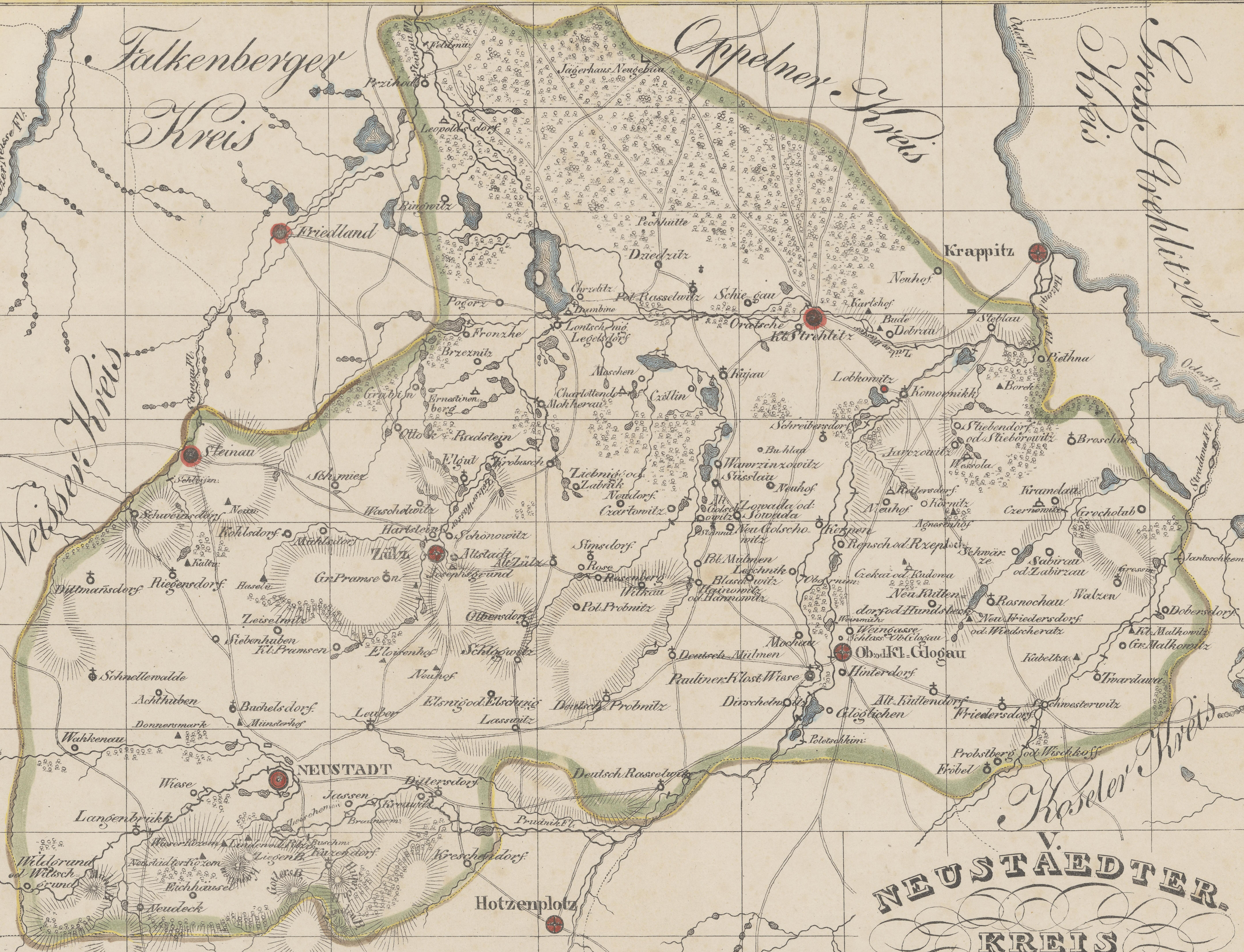
Kapełków (Kabelka) wśród miejscowości ziemi prudnickiej na mapie z XIX wieku

Wiosną 1985, po północnej stronie drogi z Biedrzychowic do Kapełkowa, odkryto stanowisko archeologiczne. Znaleziono tamże m.in. fragmenty glinianych naczyń kultury przeworskiej.
Do 1742 wieś należała do powiatu sądowego głogóweckiego w Monarchii Habsburgów. Po I wojnie śląskiej znalazła się w granicach Królestwa Prus i weszła w skład powiatu prudnickiego w prowincji Śląsk. W 1780 folwark Kapełków stał się własnością hrabiego Heinricha Leopolda von Seherr-Thoss i został włączony do państwa Dobra. 

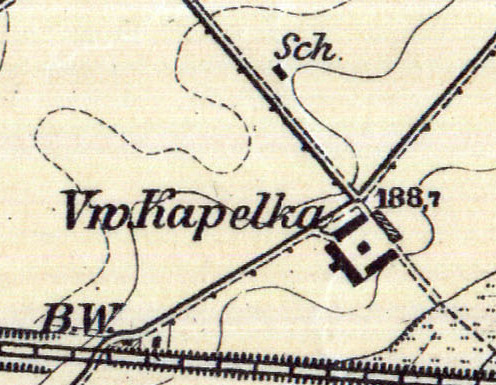
Kapełków na mapie z 1913

Według Meyers Gazetteer w folwarku Kapełków mieszkało 96 osób. W 1921 w zasięgu plebiscytu na Górnym Śląsku znalazła się tylko część powiatu prudnickiego. Kapełków znalazł się po stronie wschodniej, w obszarze objętym plebiscytem.
W spisie gromad i miejscowości w powiecie prudnickim na dzień 1 stycznia 1953 wymieniono Kapełków jako przysiółek Biedrzychowic pod nazwą Kapołków. Według podziału administracyjnego województwa opolskiego na dzień 31 sierpnia 1964, Kapełków (Wydzieracz), jako przysiółek Twardawy, należał do gromady Biedrzychowice. W 1966 w przysiółku mieszkało 17 osób.

## Transport
W rejonie miejscowości przebiega linia kolejowa nr 137 łącząca Katowice z Legnicą przez Gliwice, Kędzierzyn-Koźle, Prudnik, Nysę, Świdnicę i Strzegom. Najbliższa stacja kolejowa znajduje się w Twardawie.

## Bezpieczeństwo
Miejscowość jest pod opieką dzielnicowego rejonu służbowego nr 11 Komendy Powiatowej Policji w Prudniku (Komisariat Policji w Głogówku).
Teren miejscowości, jak i całej gminy Głogówek, położony jest w strefie nadgranicznej w związku z czym Straż Graniczna dysponuje, na tym obszarze, specjalnymi kompetencjami w zakresie bezpieczeństwa. Gminę Głogówek obejmuje zasięgiem służbowym placówka Straży Granicznej w Opolu ze Śląskiego Oddziału SG.